# Robert Johnson (psalmförfattare)
Robert Johnson, född i Skottland, var en brittisk sångförfattare psalmförfattare och tonsättare. Han var verksam som officer i Frälsningsarmén på 1880-talet. Han arbetade bl.a. vid FA:s internationella krigsskola (officersskola) i London.

## Psalmer
- Borta för alltid är förvisst den dag